# Héctor Gabino Romero
Héctor Gabino Romero (* 4. August 1924 in Bahía Blanca, Provinz Buenos Aires, Argentinien; † 22. Mai 1999 in Rafaela, Provinz Santa Fe) war Bischof von Rafaela.

## Leben
Héctor Gabino Romero empfing nach dem Studium der Katholischen Theologie und Philosophie am 20. Dezember 1947 durch den Erzbischof von Bahía Blanca, Germiniano Esorto, das Sakrament der Priesterweihe.
Am 26. Mai 1978 ernannte ihn Papst Paul VI. zum Titularbischof von Tagarata und bestellte ihn zum Weihbischof in Lomas de Zamora. Der Bischof von Lomas de Zamora, Desiderio Elso Collino, spendete ihm am 15. August desselben Jahres die Bischofsweihe; Mitkonsekratoren waren der Bischof von Viedma, Miguel Hesayne, und der Weihbischof in San Justo, Rodolfo Bufano.
Am 7. Januar 1984 ernannte ihn Papst Johannes Paul II. zum Bischof von Rafaela. Die Amtseinführung erfolgte am 25. März desselben Jahres.